# 福岡市立姪北小学校
福岡市立姪北小学校（めいほくしょうがっこう）は、福岡県福岡市西区姪の浜二丁目にある公立小学校。通称「めいほく」、「めいほくしょう」。

## 校勢
2019年5月1日現在
- 学級数 - 単式学級23学級、特別支援学級6学級
- 児童数 - 507人（うち特別支援学級39人）

## 沿革
福岡市の姪浜・小戸地区は歴史ある閑静な港町・炭鉱町であったが、地下鉄の開業による姪浜駅のターミナル化に伴う周辺土地開発、および、港湾地区再開発のため1990年までに大規模な海岸の埋め立てが行われ「西福岡マリナタウン」として巨大な住宅地・商業地が出現し、当該地の人口及び姪浜駅近辺の人口が爆発的に増えたことで、既存学校の児童が増加していった。「西福岡マリナタウン」地区には1996年に愛宕浜小学校が姪浜小学校から分離する形で開校したものの、その後も児童数は増え続け、2003年には姪浜小学校は35学級、内浜小学校は34学級となり、児童の一部がプレハブ校舎で授業を受ける状態になっていたため、姪浜小学校、内浜小学校を分離する形での新設校として、設立されることとなった。
姪北小学校の校舎は、2006年4月に「西福岡マリナタウン」地区に移転した福岡市立姪浜中学校の跡地に既存の中学校校舎を再整備して作られた。
再利用に伴い、グラウンド、プール(校舎屋上に設置)を改造し、耐震補強やエレベーターの設置によるバリアフリー対策を行い、児童集会やランチルームなど、さまざまな活用が可能な多目的室も設置した。
そのような設立経緯であるため、分離元の姪浜小学校とは間に山を挟むものの、直線距離で200mほどしか離れていない。

### 年表
- 2003年2月28日 - 福岡市議会 平成15年条例予算特別委員会第１分科会において、教育委員会より「姪浜小学校、内浜小学校も過大規模化の確率が高いと推計されている。このため、小学校も含め総合的に検討した結果、小学校２校を３つに再編し、新設小学校を１校設置する。それについては、姪浜中学校を愛宕浜に移転させ、現中学校校舎を改造し、整備したいと考えている。また、将来の生徒数の増加に対応するため姪浜中学校の移転にあわせ、隣接する内浜中学校と校区調整を行いたいと考えている。」と答弁[5]
- 2006年4月1日 - 姪浜中学校が愛宕浜に移転
- 2007年4月1日 - 姪北小学校が市内148番目の小学校として、旧姪浜中学校を改装して開校
- 2016年9月30日 - 開校10周年記念式典

## 教育方針
- 学校教育目標：豊かな人間性をもち、よく学び・明るく・たくましく生きる強い意志と実践力を身に付けた、心身ともに健康な、姪北シャキッズの育成
- 校訓：夢に向かって　よく学び　明るく　たくましく[6]

## 学校行事
| - 4月 1学期始業式、入学式、歓迎集会・遠足 - 5月 運動会 - 6月 家庭訪問 | - 7月 1学期終業式 - 8月 2学期始業式 - 9月 | - 10月 姪北シャキッズ発表会、6年修学旅行 - 11月 5年自然教室 - 12月 2学期終業式 | - 1月 3学期始業式 - 2月 お別れ集会 - 3月 卒業証書授与式、修了式 |

## 通学区域
- 福岡市西区のうち、以下の区域 [8]
  - 小戸1丁目
  - 小戸2丁目
  - 姪の浜2丁目9番(24号)、4番(14号～54号)、17番(25号)、19番～21番、23番～26番
  - 姪の浜3丁目(ただし、32番11号、16号、38番～48番を除く)
  - 姪の浜4丁目
  - 姪の浜6丁目

### 進学先中学校
- 福岡市立姪浜中学校

※　開校当初は姪の浜4丁目9番～12番，15番～24番は福岡市立内浜中学校の通学地域であったが、小学校と中学校の地域が異なる事態を解消するために2013年に変更された。

### 校区が隣接する小学校
- 福岡市立姪浜小学校
- 福岡市立愛宕浜小学校
- 福岡市立内浜小学校
- 福岡市立能古小学校

## 交通
- 福岡市地下鉄空港線およびJR筑肥線姪浜駅より徒歩10分
- 西鉄バス姪浜三丁目バス停より100ｍ